# Allium curtum
Allium curtum — вид трав'янистих рослин родини амарилісові (Amaryllidaceae), поширений у західній Азії.

## Поширення
Поширений у східному Середземномор'ї (Кіпр, Синай — Єгипет, Ізраїль, Ліван, Сирія, Палестина, азійська Туреччина, західна Йорданія).
Цей вид трапляється на піщаних берегах моря та піщаних прибережних полях, а також у соснових лісах, гаригах та на скелях. Цвіте з травня по червень.

## Загрози та охорона
Розвиток для туризму є загрозою для деяких підгруп. На Кіпрі виду загрожує деградація його середовища проживання, через, наприклад, туристичний розвиток прибережних районів, розширення міських територій та ведення сільського господарства в природних районах.
Деякі субпопуляції трапляються в заповідних зонах.